# Ere (Kwajalein)
Ere (auch: Ele Island, Erē-tō, Lubu) ist eine Insel des Kwajalein-Atolls in der Ralik-Kette im ozeanischen Staat der Marshallinseln (RMI).

## Geographie
Das Motu liegt im südwestlichen Saum des Atolls zwischen Bokanaujjor im Westen und Boggenatjen im Osten.

## Klima
Das Klima ist tropisch heiß, wird jedoch von ständig wehenden Winden gemäßigt. Ebenso wie die anderen Orte der Kwajalein-Gruppe wird Ere gelegentlich von Zyklonen heimgesucht.